# Villanueva de Arosa (parroquia)
Villanueva de Arosa (oficialmente San Cibrán de Vilanova de Arousa) es una parroquia española del municipio de Villanueva de Arosa, perteneciente a la provincia de Pontevedra, en la comunidad autónoma de Galicia. En 2022, tenía empadronados 3152 habitantes.